# Discografie van BYO Records
| Discografie van BYO Records | Discografie van BYO Records |
| --------------------------- | --------------------------- |
| Studioalbums                | 87                          |
| Compilatiealbums            | 13                          |
| Livealbums                  | 1                           |
| Videoalbums                 | 1                           |
| Singles en ep's             | 16                          |
| Boxsets                     | 1                           |

De discografie van BYO Records, een onafhankelijk platenlabel uit Los Angeles dat zich voornamelijk richt op punkrock en hardcore punk, bestaat uit 119 uitgaves: 87 studioalbums, een livealbum, 13 compilatiealbums, 16 singles en ep's, een videoalbum en een boxset.
Het label is opgericht in 1982 en heeft sindsdien albums van bekende en minder bekende punkbands uitgegeven. De eerste jaren werd het label veelal gebruikt voor het uitgeven van albums van Youth Brigade, de band van de broers Shawn en Mark Stern. Vanaf 1987 tot en met 1991 was het label erg inactief vanwege de dalende populariteit van punkmuziek en gaf het gedurende die vier jaar slechts enkele albums uit. Tijdens de jaren 90, toen de Amerikaanse punkmuziek nieuw leven werd ingeblazen, ging het label weer regelmatig muziek uitgeven. In 1999 werd het BYO Split Series-project opgezet. Dit project bestaat uit vijf splitalbums van diverse punkbands en bestond tot en met 2004.
In 2009 werd het 25-jarige bestaan van het label gevierd, onder andere met de boxset Let Them Know: The Story of Youth Brigade and BYO Records. Bij de boxset zit onder andere een koffietafelboek, een documentaire op dvd en een compilatiealbum op cd en dubbel-lp met daarop covers door verschillende punkbands van nummers die oorspronkelijk door het label zijn uitgegeven.

## Uitgaves
De catalogusnummers van de uitgaves gaan van BYO 001 tot en met BYO 116, met uitzondering voor BYO 097, dat nooit is uitgegeven. Het catalogusnummer BYO 125, gereserveerd voor de boxset om het 25-jarige bestaan van het label te vieren, is het enige nummer dat afwijkt. De albums zijn uitgegeven op vinyl (7", 12" of lp), compact disc (cd), cassette (cs) en soms op dvd. Het laatste album is uitgegeven in 2009, maar het label herdrukt nog steeds van tijd tot tijd albums.
| Jaar | Artiest/band                    | Titel                                                     | Formaat    | Soort           | Catalogusnummer |
| ---- | ------------------------------- | --------------------------------------------------------- | ---------- | --------------- | --------------- |
| 1982 | diverse artiesten               | Someone Got Their Head Kicked In!                         | lp         | compilatiealbum | BYO 001         |
| 1982 | Youth Brigade                   | Sound & Fury                                              | lp         | studioalbum     | BYO 002         |
| 1983 | Youth Brigade                   | Sound & Fury                                              | lp         | studioalbum     | BYO 002R        |
| 1983 | Agression                       | Don't Be Mistaken                                         | lp         | studioalbum     | BYO 003         |
| 1984 | diverse artiesten               | Something to Believe In                                   | lp         | compilatiealbum | BYO 004         |
| 1984 | 7 Seconds                       | The Crew                                                  | lp, cd, cs | studioalbum     | BYO 005         |
| 1984 | Youth Brigade                   | What Price Happiness?                                     | 7"         | ep/single       | BYO 006         |
| 1984 | Stretch Marks                   | What D'Ya See?                                            | lp         | studioalbum     | BYO 007         |
| 1984 | Unwanted                        | Shattered Silence                                         | lp         | studioalbum     | BYO 008         |
| 1985 | Upright Citizens                | Open Eyes, Open Ears, Brains to Think & a Mouth to Speak  | lp, cs     | studioalbum     | BYO 011         |
| 1986 | SNFU                            | ...And No One Else Wanted to Play                         | lp, cd, cs | studioalbum     | BYO 009         |
| 1986 | 7 Seconds                       | Walk Together, Rock Together                              | 12", cs    | studioalbum     | BYO 010         |
| 1986 | The Brigade                     | The Dividing Line                                         | lp, cs     | studioalbum     | BYO 012         |
| 1986 | The Smarties                    | Whole Buncho Weirdos                                      | lp         | studioalbum     | BYO 013         |
| 1986 | 7 Seconds                       | New Wind                                                  | lp, cd, cs | studioalbum     | BYO 014         |
| 1986 | Hungry for What                 | Shattered Dream                                           | lp, cs     | studioalbum     | BYO 015         |
| 1986 | SNFU                            | If You Swear, You'll Catch No Fish                        | lp, cd, cs | studioalbum     | BYO 017         |
| 1986 | The Brigade                     | Come Together                                             | 12", cs    | ep/single       | BYO 018         |
| 1986 | Mad Parade                      | A Thousand Words                                          | lp, cs     | studioalbum     | BYO 019         |
| 1986 | Scram                           | Stand Up                                                  | lp         | studioalbum     | BYO 020         |
| 1987 | Jr. Gone Wild                   | Less Art, More Pop!                                       | lp         | studioalbum     | BYO 016         |
| 1987 | Wonderwall                      | Blueprint                                                 | lp         | studioalbum     | BYO 021         |
| 1991 | Youth Brigade                   | Sink With Kalifornija                                     | cd         | studioalbum     | BYO 002         |
| 1991 | Royal Crown Revue               | Kings of Gangster Bop                                     | lp, cd     | studioalbum     | BYO 023         |
| 1991 | That's It!                      | Really?                                                   | lp, cd     | studioalbum     | BYO 024         |
| 1992 | Royal Crown Revue               | Hey Santa!                                                | cd         | ep/single       | BYO 022         |
| 1992 | Youth Brigade                   | Come Again                                                | lp, cd, cs | studioalbum     | BYO 025         |
| 1992 | diverse artiesten               | Someone's Gonna Get Their Head to Believe in Something    | cd         | compilatiealbum | BYO 026         |
| 1993 | Hagfish                         | Hagfish                                                   | 7"         | ep/single       | BYO 032         |
| 1994 | Youth Brigade                   | Happy Hour                                                | lp, cd, cs | studioalbum     | BYO 027         |
| 1994 | Jughead's Revenge               | Elimination                                               | lp, cd, cs | studioalbum     | BYO 028         |
| 1994 | Youth Brigade                   | All Style, No Substance                                   | 7"         | ep/single       | BYO 029         |
| 1994 | The Bouncing Souls              | The Good, the Bad, and the Argyle                         | lp, cd, cs | compilatiealbum | BYO 031         |
| 1995 | Jughead's Revenge               | It's Lonely at the Bottom/Unstuck in Time                 | cd         | compilatiealbum | BYO 030         |
| 1995 | Youth Brigade / Screw 32        | Spies for Life / Blind Spot                               | 7"         | ep/single       | BYO 033         |
| 1995 | Jughead's Revenge               | 13 Kiddie Favorites                                       | lp, cd     | studioalbum     | BYO 034         |
| 1995 | Automatic 7                     | Automatic 7                                               | lp, cd, cs | studioalbum     | BYO 035         |
| 1995 | The Bouncing Souls              | Johnny X                                                  | 7"         | ep/single       | BYO 036         |
| 1995 | The Bouncing Souls              | Maniacal Laughter                                         | lp, cd, cs | studioalbum     | BYO 037         |
| 1996 | Youth Brigade                   | To Sell the Truth                                         | lp, cd, cs | studioalbum     | BYO 038         |
| 1996 | Hepcat                          | Bobby & Joe / Dollar Dance                                | 7"         | ep/single       | BYO 039         |
| 1996 | Hepcat                          | Scientific                                                | cd, cs     | studioalbum     | BYO 040         |
| 1996 | 22 Jacks                        | Swallow                                                   | 7"         | ep/single       | BYO 041         |
| 1997 | Terrorgruppe                    | Uber Amerika                                              | cd         | studioalbum     | BYO 042         |
| 1997 | Brand New Unit                  | Looking Back Again                                        | cd         | studioalbum     | BYO 043         |
| 1997 | Pinhead Circus                  | Detailed Instructions for the Self Involved               | lp, cd     | studioalbum     | BYO 044         |
| 1997 | diverse artiesten               | Sample This!                                              | cd         | compilatiealbum | BYO 045         |
| 1997 | Pezz                            | One Last Look...                                          | lp, cd     | studioalbum     | BYO 046         |
| 1997 | diverse artiesten               | Sociedad = Suciedad                                       | cd         | compilatiealbum | BYO 047         |
| 1997 | Jon Cougar Concentration Camp   | 'Til Niagara Falls...                                     | lp, cd     | studioalbum     | BYO 048         |
| 1997 | Four Letter Word                | A Nasty Piece of Work                                     | lp, cd     | studioalbum     | BYO 049         |
| 1997 | Johnny X and the Conspiracy     | Buy, Sell, Trade                                          | 7"         | ep/single       | BYO 051         |
| 1998 | Youth Brigade                   | Out of Print                                              | cd         | compilatiealbum | BYO 050         |
| 1998 | Damnation                       | Beelze Bubble Gum                                         | 7"         | ep/single       | BYO 052         |
| 1998 | Jon Cougar Concentration Camp   | 8 West                                                    | 7"         | ep/single       | BYO 053         |
| 1998 | Four Letter Word                | Do You Feel Lucky, Punk?                                  | 7"         | ep/single       | BYO 054         |
| 1998 | NRA                             | Bunk                                                      | 7"         | ep/single       | BYO 055         |
| 1998 | Pinhead Circus                  | Hallmark b/w My Confession                                | 7"         | ep/single       | BYO 056         |
| 1998 | Jon Cougar Concentration Camp   | Melon                                                     | lp, cd     | studioalbum     | BYO 057         |
| 1999 | diverse artiesten               | Of Things to Come                                         | cd         | compilatiealbum | BYO 058         |
| 1999 | Pinhead Circus                  | Everything Else is a Far Gone Conclusion                  | lp, cd     | studioalbum     | BYO 059         |
| 1999 | Leatherface / Hot Water Music   | BYO Split Series, Vol. 1                                  | lp, cd     | studioalbum     | BYO 060         |
| 1999 | Pezz                            | Warmth and Sincerity                                      | lp, cd     | studioalbum     | BYO 061         |
| 1999 | Four Letter Word                | Zero Visibility (Experiments with Truth)                  | cd         | studioalbum     | BYO 062         |
| 1999 | Leatherface                     | Cherry Knowle                                             | cd         | studioalbum     | BYO 063         |
| 1999 | Jon Cougar Concentration Camp   | Hot Shit                                                  | cd         | studioalbum     | BYO 064         |
| 1999 | Swingin' Utters / Youth Brigade | BYO Split Series, Vol. 2                                  | lp, cd     | studioalbum     | BYO 065         |
| 1999 | diverse artiesten               | Greetings from the Welfare State                          | cd         | compilatiealbum | BYO 066         |
| 2000 | Cadillac Tramps                 | Live!                                                     | cd         | livealbum       | BYO 067         |
| 2000 | Leatherface                     | Horsebox                                                  | lp, cd     | studioalbum     | BYO 068         |
| 2000 | Welt                            | Broke Down                                                | cd         | studioalbum     | BYO 069         |
| 2000 | The Briefs                      | Hit After Hit                                             | cd         | studioalbum     | BYO 100         |
| 2001 | Leatherface                     | The Last                                                  | cd         | studioalbum     | BYO 070         |
| 2001 | Me First and the Gimme Gimmes   | Shannon                                                   | 7"         | ep/single       | BYO 071         |
| 2001 | Pinhead Circus                  | The Black Power of Romance                                | cd         | studioalbum     | BYO 072         |
| 2001 | Pistol Grip                     | The Shots from the Kalico Rose                            | lp, cd     | studioalbum     | BYO 073         |
| 2001 | Welt                            | Brand New Dream                                           | cd         | studioalbum     | BYO 074         |
| 2001 | Manic Hispanic                  | The Recline of Mexican Civilization                       | cd         | studioalbum     | BYO 075         |
| 2001 | Filthy Thieving Bastards        | A Melody of Retreads and Broken Quills                    | lp, cd     | studioalbum     | BYO 076         |
| 2001 | The Unseen                      | The Anger and the Truth                                   | lp, cd     | studioalbum     | BYO 077         |
| 2001 | Kosher                          | Self Control                                              | cd         | studioalbum     | BYO 078         |
| 2002 | NOFX / Rancid                   | BYO Split Series, Vol. 3                                  | lp, cd     | studioalbum     | BYO 079         |
| 2002 | Manifesto Jukebox               | Remedy                                                    | lp, cd     | studioalbum     | BYO 080         |
| 2002 | diverse artiesten               | Sample This, Too!                                         | cd         | compilatiealbum | BYO 081         |
| 2002 | Sixer                           | Beautiful Trash                                           | cd         | studioalbum     | BYO 082         |
| 2002 | The Forgotten                   | Control Me.                                               | lp, cd     | studioalbum     | BYO 083         |
| 2002 | The Bouncing Souls / Anti-Flag  | BYO Split Series, Vol. 4                                  | lp, cd     | studioalbum     | BYO 084         |
| 2002 | One Man Army                    | Rumors and Headlines                                      | lp, cd     | studioalbum     | BYO 085         |
| 2002 | The Briefs                      | Off the Charts                                            | cd         | studioalbum     | BYO 101         |
| 2003 | Manic Hispanic                  | Mijo Goes to Jr. College                                  | cd         | studioalbum     | BYO 086         |
| 2003 | Consumed                        | Pistols at Dawn                                           | cd         | studioalbum     | BYO 087         |
| 2003 | Pistol Grip                     | Another Round                                             | lp, cd     | studioalbum     | BYO 088         |
| 2003 | The Forgotten                   | Out of Print                                              | cd         | compilatiealbum | BYO 089         |
| 2003 | The Unseen                      | Explode                                                   | lp, cd     | studioalbum     | BYO 090         |
| 2003 | Throw Rag                       | Desert Shores                                             | lp, cd     | studioalbum     | BYO 091         |
| 2003 | The Business                    | Hardcore Hooligan                                         | cd         | studioalbum     | BYO 092         |
| 2003 | Manic Hispanic                  | The Menudo Incident                                       | cd         | studioalbum     | BYO 093         |
| 2004 | Leatherface                     | Dog Disco                                                 | lp, cd     | studioalbum     | BYO 094         |
| 2004 | Jackass                         | Plastic Jesus                                             | lp, cd     | studioalbum     | BYO 095         |
| 2004 | Alkaline Trio / One Man Army    | BYO Split Series, Vol. 5                                  | lp, cd     | studioalbum     | BYO 096         |
| 2004 | The Briefs                      | Sex Objects                                               | lp, cd     | studioalbum     | BYO 098         |
| 2004 | Pistol Grip                     | Tear It All Down!                                         | cd         | studioalbum     | BYO 099         |
| 2005 | Clit 45                         | Self-Hate Crimes                                          | lp, cd     | studioalbum     | BYO 102         |
| 2005 | Manic Hispanic                  | Grupo Sexo                                                | cd         | studioalbum     | BYO 103         |
| 2005 | Throw Rag                       | 13 ft. and Rising                                         | lp, cd     | studioalbum     | BYO 104         |
| 2005 | Shark Soup                      | Fatlip Showbox                                            | cd         | studioalbum     | BYO 105         |
| 2005 | Last                            | One Shot, One Kill                                        | cd         | studioalbum     | BYO 106         |
| 2005 | The Briefs                      | Steal Yer Heart                                           | lp, cd     | studioalbum     | BYO 107         |
| 2005 | Filthy Thieving Bastards        | My Pappy Was a Pistol                                     | lp, cd     | studioalbum     | BYO 108         |
| 2006 | A Global Threat                 | Where the Sun Never Sets                                  | cd         | studioalbum     | BYO 109         |
| 2006 | Clit 45                         | 2, 4, 6, 8...We're the Kids You Love to Hate              | cd         | studioalbum     | BYO 110         |
| 2007 | Filthy Thieving Bastards        | I'm a Son of a Gun                                        | cd         | studioalbum     | BYO 111         |
| 2007 | Nothington                      | All In                                                    | cd         | studioalbum     | BYO 112         |
| 2007 | Clorox Girls                    | J'aime les Filles                                         | lp, cd     | studioalbum     | BYO 113         |
| 2007 | Wednesday Night Heroes          | Guilty Pleasures                                          | lp, cd     | studioalbum     | BYO 114         |
| 2007 | The Briefs                      | The Greatest Story Ever Told                              | cd/dvd     | videoalbum      | BYO 115         |
| 2009 | Nothington                      | Roads, Bridges & Ruins                                    | lp, cd     | studioalbum     | BYO 116         |
| 2009 | diverse artiesten               | Let Them Know: The Story of Youth Brigade and BYO Records | lp/cd/dvd  | boxset          | BYO 125         |